# 铁米尔套 (俄罗斯)
铁米尔套（romanized: Temirtau）是俄罗斯克麦罗沃州的市级镇，属塔什塔戈尔区，地处克麦罗沃州南部，在区行政中心塔什塔戈尔西北、州府克麦罗沃东南方。蒙德巴什河一支流流经该地。该地西北有市级镇蒙德巴什，东南由近到远有市级镇卡兹和舍列格什。
镇名意为“铁山”。该地2021年人口有3,655人；2010年人口4,352；2002年人口4,843；1989年人口5,472。